# 25082 Williamhodge
25082 Williamhodge (1998 RP1) là một tiểu hành tinh vành đai chính được phát hiện ngày 15 tháng 9 năm 1998 bởi P. G. Comba ở Prescott.